# Close - Lamb - White - Walls

## Il disco
Close - Lamb - White - Walls è il titolo del sesto album ufficiale della band di rock psichedelico-progressivo italiana Twenty Four Hours. Il titolo del disco, un album doppio, è volutamente ispirato a quattro famosi album cosiddetti "bianchi" del passato: Closer dei Joy Division, The Lamb Lies Down on Broadway dei Genesis, White Album dei Beatles e The Wall dei Pink Floyd.
A differenza degli album precedenti, composti e arrangiati all'interno di un trullo a San Marco di Locorotondo, questo è stato pianificato, composto e arrangiato in tre sessioni separate. La prima di queste si è svolta a Fano (PU) all'interno del laboratorio comunale denominato "Casa della Musica e della Tecnologia" (Fab Lab)  a Pasqua del 2017, la seconda in gran parte a distanza, con l'ausilio di sistemi evoluti di comunicazione via web fra maggio e novembre 2017, mentre la terza fase in cui i brani sono stati registrati, si è svolta lungo tutto il periodo natalizio del 2017, concludendosi il 2 Gennaio del 2018 a Preganziol (TV) nel medesimo Magister Recording Area dove era stato registrato il precedente Left-To-Live.  
La produzione artistica ha visto la collaborazione del tastierista-cantante Paolo Lippe con Andrea Valfrè, quest'ultimo già produttore di Left-To-Live. Come per gli album precedenti, da Oval Dreams in poi, il mastering è stato affidato a Marco Lincetto, produttore discografico proprietario dell'etichetta Velut Luna  che ha curato la produzione esecutiva per il mercato italiano, mentre la storica casa discografica Musea ha pubblicato l'album nel resto del mondo . Il disco è uscito il 25 ottobre 2018 in formato CD ed è disponibile in formato liquido su iTunes, Google Play e su tutte le piattaforme di streaming (Apple Music, Spotify, Deezer, Tidal)   . Il doppio album è disponibile in formato master ad alta risoluzione (HD) a 88,2 kHz/24 bit su Bandcamp
Oltre alle citazioni contenute nel titolo dell'album, ci sono da segnalare le collaborazioni dei 2 membri dei Tuxedomoon Blaine L. Reininger (voce e violino su Intertwined) e Steven Brown (sassofono su All The World Needs is Love) , oltre alle 2 cover di What Use? che la band italiana ha reinterpretato in 2 versioni, una "elettronica" e una "acustica". Il brano Adrian è invece dedicato al leader dei Sound Adrian Borland . Recentemente la band ha prodotto un lungo filmato in collaborazione con il regista Giovanni Princigalli, pubblicato su YouTube come videoclip del brano Supper's Rotten, ispirato a Supper's Ready dei Genesis 

## Tracce
Compact Disc 1 (CLOSE - LAMB) - Black CD
1. 77 – 7:34
2. Broken Song – 6:18
3. Embryo – 5:44
4. What Use? – 3:50
5. All The World Needs is Love – 6:41
6. Intertwined – 7:05
7. Urban Sinkhole – 10:01

Compact Disc 2 (WHITE - WALLS) - White CD
1. Adrian – 6:18
2. Supper's Rotten – 15:25
3. The Tale of The Holy Frog – 4:34
4. She's Our Sister – 6:49
5. What Use? (acoustic) – 6:41